# Gran Premi dels Estats Units del 1977
Resultats del Gran Premi dels Estats Units de Fórmula 1 de la temporada 1977, disputat al circuit de Watkins Glen el 2 d'octubre del 1977.

## Resultats de la cursa
| Pos | No | Pilot                 | Equip                | Voltes | Temps/ Retir.        | Pos. de sort. | Punts |
| --- | -- | --------------------- | -------------------- | ------ | -------------------- | ------------- | ----- |
| 1   | 1  | James Hunt            | McLaren - Ford       | 59     | 1h 58' 23. 267       | 1             | 9     |
| 2   | 5  | Mario Andretti        | Lotus - Ford         | 59     | + 02.026 s           | 4             | 6     |
| 3   | 20 | Jody Scheckter        | Wolf - Ford          | 59     | + 1' 18.879 min.     | 9             | 4     |
| 4   | 11 | Niki Lauda            | Ferrari              | 59     | + 1' 40.615 min.     | 7             | 3     |
| 5   | 22 | Clay Regazzoni        | Ensign - Ford        | 59     | + 1' 48.138 min.     | 19            | 2     |
| 6   | 12 | Carlos Reutemann      | Ferrari              | 58     | + 1 Volta            | 6             | 1     |
| 7   | 26 | Jacques Laffite       | Ligier - Matra       | 58     | + 1 Volta            | 10            |       |
| 8   | 24 | Rupert Keegan         | Hesketh - Ford       | 58     | + 1 Volta            | 20            |       |
| 9   | 16 | Jean-Pierre Jarier    | Shadow - Ford        | 58     | + 1 Volta            | 16            |       |
| 10  | 30 | Brett Lunger          | McLaren - Ford       | 57     | + 2 Voltes           | 17            |       |
| 11  | 18 | Hans Binder           | Surtees - Ford       | 57     | + 2 Voltes           | 25            |       |
| 12  | 7  | John Watson           | Brabham - Alfa Romeo | 57     | + 2 Voltes           | 3             |       |
| 13  | 28 | Emerson Fittipaldi    | Fittipaldi - Ford    | 57     | + 2 Voltes           | 18            |       |
| 14  | 4  | Patrick Depailler     | Tyrrell - Ford       | 56     | + 3 Voltes           | 8             |       |
| 15  | 9  | Alex Ribeiro          | March - Ford         | 56     | + 3 Voltes           | 23            |       |
| 16  | 3  | Ronnie Peterson       | Tyrrell - Ford       | 56     | + 3 Voltes           | 5             |       |
| 17  | 25 | Ian Ashley            | Hesketh - Ford       | 55     | + 4 Voltes           | 22            |       |
| 18  | 27 | Patrick Neve          | March - Ford         | 55     | + 4 Voltes           | 24            |       |
| 19  | 19 | Vittorio Brambilla    | Surtees - Ford       | 54     | + 5 Voltes           | 11            |       |
| Ret | 15 | Jean-Pierre Jabouille | Renault              | 30     | Alternador           | 14            |       |
| Ret | 6  | Gunnar Nilsson        | Lotus - Ford         | 17     | Accident             | 12            |       |
| Ret | 8  | Hans Joachim Stuck    | Brabham - Alfa Romeo | 14     | Accident             | 2             |       |
| Ret | 10 | Ian Scheckter         | March - Ford         | 10     | Accident             | 21            |       |
| Ret | 2  | Jochen Mass           | McLaren - Ford       | 8      | Bomba de combustible | 15            |       |
| Ret | 14 | Danny Ongais          | Penske - Ford        | 6      | Accident             | 26            |       |
| Ret | 17 | Alan Jones            | Shadow - Ford        | 3      | Accident             | 13            |       |
| NVQ | 23 | Patrick Tambay        | Ensign - Ford        |        |                      | 0             |       |

## Altres
- Pole: James Hunt 1' 40. 863

- Volta ràpida: Ronnie Peterson 1' 51. 850 (a la volta 56)